# Park Narodowy Archipelag Haparanda
Park Narodowy Archipelag Haparanda (szw. Haparanda skärgårds nationalpark) – park narodowy w Szwecji, położony na terenie gminy Haparanda, w regionie Norrbotten. Został utworzony w 1995 w celu ochrony archipelagu Haparanda – grupy wysp szkierowych w północnej części Zatoki Botnickiej. Zajmuje powierzchnię 60 km². Park leży blisko granicy z Finlandią. Po fińskiej stronie przyrodę chroni Park Narodowy Botniku Północnego.
Park obejmuje dwie większe wyspy – Sandskär i Seskar Furö oraz kilka mniejszych wysp i szkierów. Sandskär jest największą wyspą archipelagu – ma powierzchnię 400 ha.
Wyspy wynurzyły się dzięki ruchom izostatycznym spod powierzchni morza około 1500 lat temu. Proces podnoszenia się trwa – obecnie z prędkością 8,5 mm na rok. Podnoszenie się dna morskiego, kierunki prądów morskich oraz wiatry ukształtowały nietypowy krajobraz wysp – płytkie cieśniny między wyspami, piaszczyste, szerokie plaże przypominają bardziej wyspy mórz południowych niż północnej Szwecji.
Dostęp do wysp jest utrudniony ze względu na liczne płycizny. Jedno z nielicznych miejsc dogodnych do lądowania dużych łodzi znajduje się na wyspie Sandskär. Tam też znajduje się baza wędkarska Kumpula, gdzie znajdują się chaty dla turystów, pole namiotowe i sauna oraz punkt informacyjny parku. W czasie od 1 maja do 31 lipca mniejsze wyspy w pobliżu Sandskär są niedostępne dla turystów w celu ochrony miejsc lęgowych ptaków.